# 2ª Mostra internazionale d'arte cinematografica di Venezia
La 2ª edizione della Mostra Internazionale d'Arte Cinematografica di Venezia (denominata 2ª Mostra Internazionale d'Arte Cinematografica - Biennale di Venezia) si ebbe a Venezia, Italia, dal 1º al 20 agosto del 1934, a due anni di distanza dalla prima edizione, divenendo, dalla successiva, quella del 1935, un appuntamento annuale. Fu la prima edizione competitiva e per l'occasione venne istituito un premio, la Coppa Mussolini, per premiare il miglior film straniero e il miglior film italiano ma non esiste ancora una giuria vera e propria e i premi vengono attribuiti dalla Presidenza della Biennale. Durante la manifestazione vennero anche assegnate le "Grandi Medaglie d'Oro dell'Associazione Nazionale Fascista dello Spettacolo" per le migliori interpretazioni, e quella per la migliore attrice viene vinta da Katharine Hepburn per la sua interpretazione in Little Women di Cukor mentre il premio per il miglior film straniero, che va a The Man of Aran di Flaherty.
Rispetto alla precedente si ebbe un maggior numero di nazioni rappresentate (19), di case produttrici rappresentate (46), oltre ad alcune prime assolute e quasi il doppio delle proiezioni al pubblico.
La sequenza dell'attrice Hedy Lamarr nel film Estasi di Gustav Machatý dove appariva brevemente completamente nuda, fece scandalo tanto che il quotidiano L'Osservatore Romano riportò che "(...) noi la definiremmo pellicola pornografica".

## Film a soggetto presentati per nazione

### Austria
- Mascherata (Maskerade), regia di Willi Forst

### Cecoslovacchia
- Bouře nad Tatrami, regia di Tomáš Trnka e Ferdinand Pujman
- Estasi (Extase), regia di Gustav Machatý
- Amor giovane (Reka), regia di Josef Rovenský
- Zem spieva, regia di Karel Plicka

### Danimarca
- Palos brudefærd, regia di Friedrich Dalsheim

### Francia
- Le Pacquebot Tenacity, regia di Julien Duvivier
- Jeunesse, regia di Georges Lacombe
- La donna dai due volti (Le Grand Jeu), regia di Jacques Feyder
- Amok, regia di Fëdor Ozep
- Cathedrales de France, regia di Lucette Gaudard (cortometraggio)
- Le Problème du Pacifique, regia di Marcel De Hubsch (cortometraggio)
- Le système solaire, regia di Marcel De Hubsch (cortometraggio)
- L'Europe centrale, regia di Marcel De Hubsch (cortometraggio)
- L'Unité de l'Allemagne, regia di Marcel De Hubsch (cortometraggio)
- Paris, regia di Marcel De Hubsch (cortometraggio)
- Péril, regia di Marcel De Hubsch (cortometraggio)
- Voulez-vous être un assassin?, regia di Marcel De Hubsch (cortometraggio)

### Germania
- I fuggiaschi (Flüchtlinge), regia di Gustav Ucicky
- Giovinezza (Reifende Jugend), regia di Carl Froelich
- Carmen, regia di Lotte Reiniger (cortometraggio)
- Deutschland zwischen gestern und heute, regia di Wilfried Bosse (cortometraggio)
- Studie Nr. 9, regia di Oskar Fischinger (cortometraggio)
- Studie Nr. 8, regia di Oskar Fischinger (cortometraggio)
- Studie Nr. 9, regia di Oskar Fischinger (cortometraggio)
- Was ist die Welt?, regia di Fritz Brunsch e Svend Noldan (cortometraggio)

### Giappone
- Nippon, regia di Osamu Rokusha (cortometraggio)

### India
- Seeta, regia di Debaki Bose

### Italia
- Teresa Confalonieri, regia di Guido Brignone
- La signora di tutti, regia di Max Ophüls
- Seconda B, regia di Goffredo Alessandrini
- Stadio, regia di Carlo Campogalliani
- Fiori, regia di Roberto Omegna (cortometraggio)
- Mare di Roma (cortometraggio)
- Sinfonie di Roma, regia di Piero Francisci (cortometraggio)
- Trebbiatura di grano all'Agro pontino (cortometraggio)
- Varietà (cortometraggio)

### Paesi Bassi
- Puberbeit, regia di Hans Sluizer
- Dood water, regia di Gerard Rutten
- Nuove terre (Nieuwe gronden), regia di Joris Ivens (cortometraggio)
- Vit het rigk der kristallen (cortometraggio)
- Lavori nello Zuiderzee (Zuiderzeewerken), regia di Joris Ivens

### Regno Unito
- Sinfonia d'amore (Blossom Time), regia di Paul L. Stein
- L'uomo di Aran (Man of Aran), regia di Robert J. Flaherty
- Le ultime avventure di Don Giovanni (The Private Life of Don Juan), regia di Alexander Korda
- Contact, regia di Paul Rotha (cortometraggio)

### Spagna
- Se ha fugado un preso, regia di Benito Perojo

### Stati Uniti d'America
- Nella jungla di Tarzan (Beyond Bengal), regia di Harry Schenck
- Sogni infranti (Broken Dreams), regia di Robert G. Vignola
- A lume di candela (By Candlelight), regia di James Whale
- La morte in vacanza (Death Takes a Holiday), regia di Mitchell Leisen
- I coniglietti buffi (Funny Little Bunnies), regia di Wilfred Jackson (cortometraggio)
- Verso Hollywood (Going Hollywood), regia di Raoul Walsh
- Italy, Land of Inspiration, regia di James A. Fitzpatrick (cortometraggio)
- Accadde una notte (It Happened One Night), regia di Frank Capra
- Piccole donne (Little Women), regia di George Cukor
- Loth a Sodoma (Loth in Sodom), regia di John Sibley Watson e Melville Webber (cortometraggio)
- Poor Cinderella, regia di Dave Fleischer (cortometraggio)
- La regina Cristina (Queen Christina), regia di Rouben Mamoulian
- Sea Monsters, regia di Roland Price (cortometraggio)
- Il negozio di porcellane, regia di Wilfred Jackson (cortometraggio)
- La cicala e la formica (The Grasshopper and the Ants), regia di Wilfred Jackson (cortometraggio)
- L'uomo invisibile (The Invisible Man), regia di James Whale
- The Lion Tamer, regia di Vernon Stallings (cortometraggio)
- Il mondo va avanti (The World Moves On), regia di John Ford
- Three Knaves and a Queen, regia si Sam White (cortometraggio)
- I tre porcellini (Three Little Pigs), regia di Burt Gillett (cortometraggio)
- Viva Villa!, regia di Jack Conway e Howard Hawks
- Il calore bianco (White Heat), regia di Lois Weber
- Wonder Bar, regia di Lloyd Bacon
- Ventesimo secolo (Twentieth Century), regia di Howard Hawks

### Svezia
- Un calmo idillio, (En stilla flirt), regia di Gustaf Molander

### Svizzera
- La majesta bianca (Weiße Majestät), regia di Anton Kutter e August Kern

### Turchia
- Leblebici horhor aga, regia di Muhsin Ertugrul

### Ungheria
- Parata di primavera (Frühjahrsparade / Tavaszi parádé), regia di Géza von Bolváry
- Velences magyar vilachiroda (cortometraggio)

### Unione Sovietica
- Peterburgskaya noch, regia di Vera Strojeva e Grigori Roscial
- L'uragano, (Groza), regia di Vladimir Michajlovič Petrov
- Tutto il mondo ride (Весёлые ребята), regia di Grigorij Aleksandrov
- Feste sportive a Mosca (cortometraggio)
- Celiuskin (Челюскин), regia di Yakov Poselsky

## Premi
- Coppa Mussolini per miglior film italiano: Teresa Confalonieri di Guido Brignone
- Coppa Mussolini per miglior film straniero: L'uomo di Aran (Man of Aran) di Robert J. Flaherty
- Premio speciale: Seconda B di Goffredo Alessandrini
- Grande Medaglia d'oro dell'Associazione fascista dello spettacolo per il miglior attore: Wallace Beery per Viva Villa!
- Medaglia d'oro per la migliore attrice: Katharine Hepburn per Piccole donne (Little Women)
- Coppa del Ministero delle corporazioni per il film italiano tecnicamente migliore: La signora di tutti di Max Ophüls
- Coppa Istituto Luce per la miglior fotografia: Dood water di Gerard Rutten
- Coppa della Biennale per la miglior presentazione industriale alla MPPAD per il complesso della produzione Usa: Il mondo va avanti (The World Moves On) di John Ford
- Medaglia per il miglior cortometraggio per "l'originalità e l'efficacia educativa" dei suoi "Film de trois minutes": Voulez-vous être un assassin? di Marcel De Hubsch
- Medaglia d'oro: Stadio di Carlo Campogalliani
- Medaglia per il miglior disegno animato: I coniglietti buffi (Funny Little Bunnies) di Wilfred Jackson
- Medaglia per il miglior film in "prima" mondiale: Le ultime avventure di Don Giovanni (The Private Life of Don Juan) di Alexander Korda
- Medaglia della Compagnia Italiana Grandi Alberghi: Accadde una notte (It Happened One Night) di Frank Capra
- Medaglia del porto industriale di Marghera per il miglior film industriale: Parata di primavera (Frühjahrsparade / Tavaszi parádé) di Géza von Bolváry
- Medaglia del Club Alpino Italiano per il film di montagna: La majesta bianca (Weiße Majestät)di Anton Kutter e August Kern
- Diploma d'onore: En stilla flirt di Gustaf Molander, Se ha fugado un preso di Benito Perojo, Seeta di Debaki Bose, Nippon di Osamu Rokusha e Leblebici horhor aga di Muhsin Ertugrul
- Segnalazione: Celiuskin (Челюскин) di Yakov Poselsky e Peterburgskaya noch di Vera Strojeva e Grigori Roscial
- Segnalazione della Giuria: L'uomo invisibile (The Invisible Man) di James Whale, La morte in vacanza (Death Takes a Holiday) di Mitchell Leisen e Viva Villa! di Jack Conway e Howard Hawks